# Hauptplatz (Leoben)

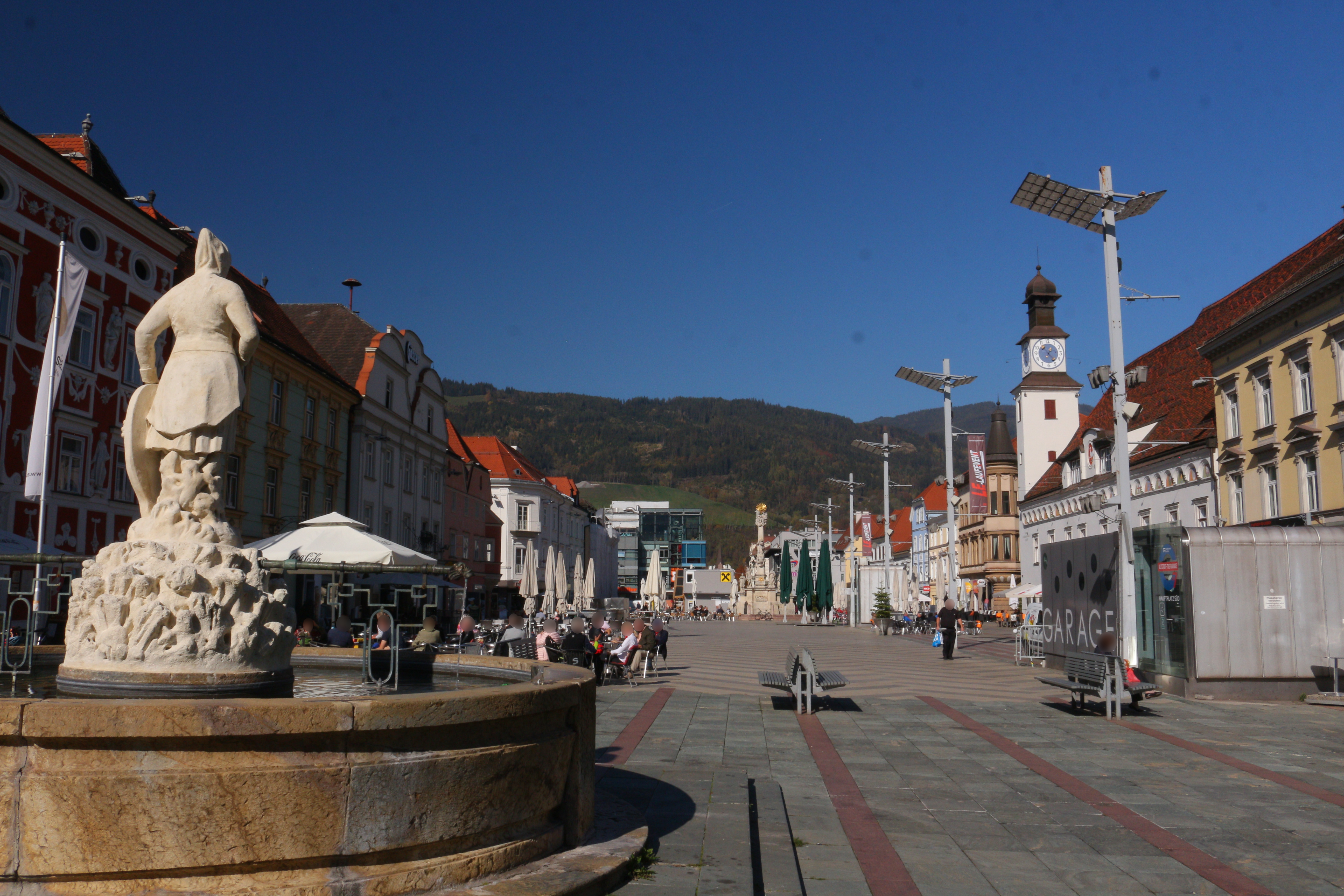
Blick nordwärts auf den Hauptplatz

Der Hauptplatz ist ein zentral gelegener Platz im steirischen Leoben. Er beherbergt mehrere Sehenswürdigkeiten der Stadt.

## Geschichte
Der 200 × 40 m große Leobner Hauptplatz besteht seit dem Mittelalter. Damals wurde er als „Markt“ oder „Platz“ bezeichnet und bis zum Abriss zweier Gebäude im Norden fast vollständig durch Bauwerke eingeschlossen. Ab 1996 wurde der Platz nach den Plänen des Architekten Boris Podrecca neugestaltet.
Die heute noch gebräuchliche Benennung „Hauptplatz“ fand erst im Jahre 1900 statt, davor waren die Bezeichnungen „Oberer Platz“ und „Unterer Platz“ (gesehen ab der Dreifaltigkeitssäule) üblich. Für die Zeit des Ständestaats von 1934 bis 1938 trug er den Namen „Dollfuss-Platz“, von 1938 bis 1945 den Namen „Adolf-Hitler-Platz“.

## Sehenswürdigkeiten

### Engelsbrunnen
Der 1794 errichtete Engelsbrunnen am Nordende des Platzes weist einen runden Querschnitt auf, in dessen Mitte eine vierseitige Säule aus dem Becken ragt. Darauf ruht eine klassizistische Engelsfigur, die das Wappen Leobens hält. An der Ost- und Westseite fließt Trinkwasser aus der Säule, die die Inschrift „Zur Zierde und Bequemlichkeit ihrer Vaterstadt / die Bürger Leobens / 1794“ trägt.

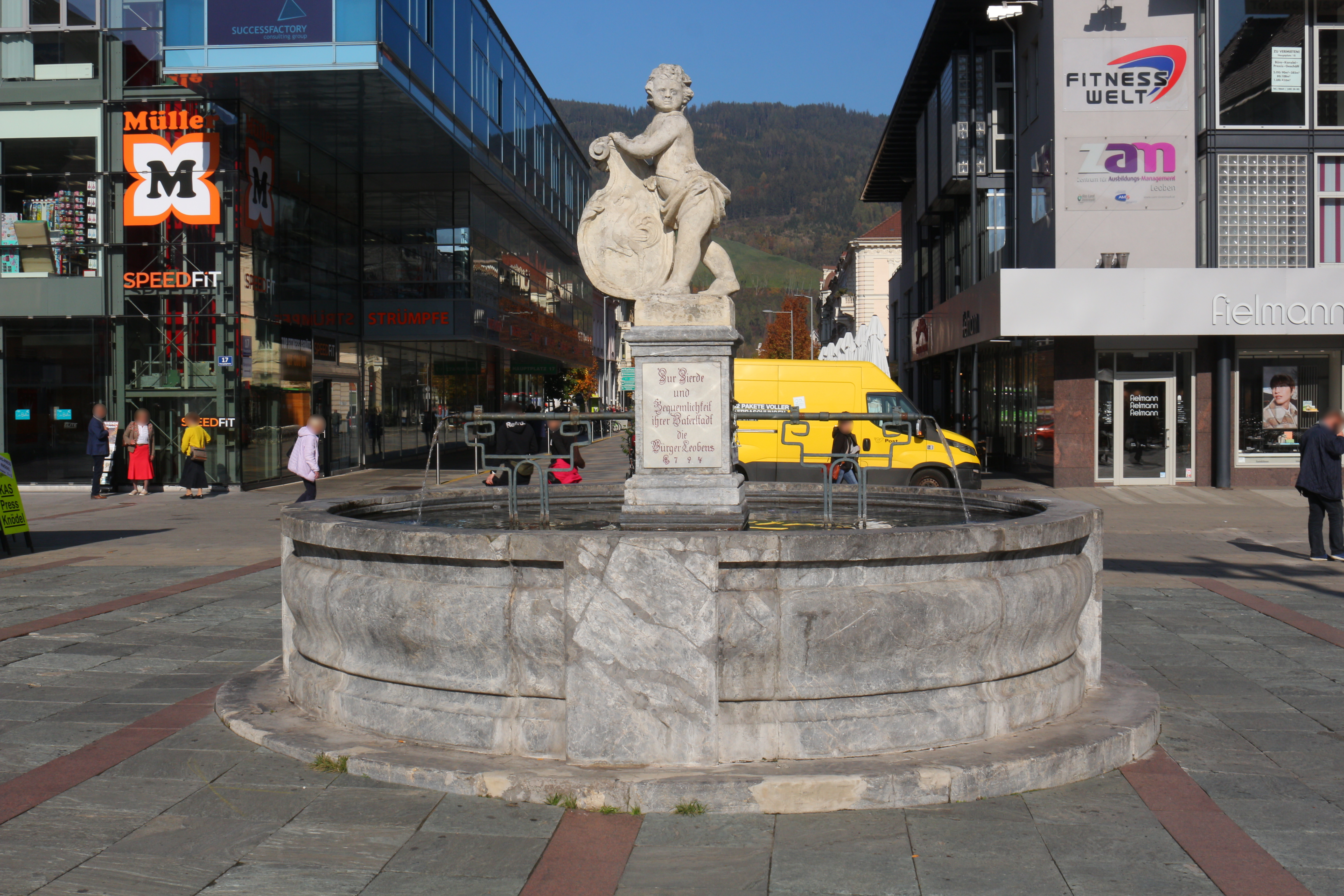
Engelsbrunnen
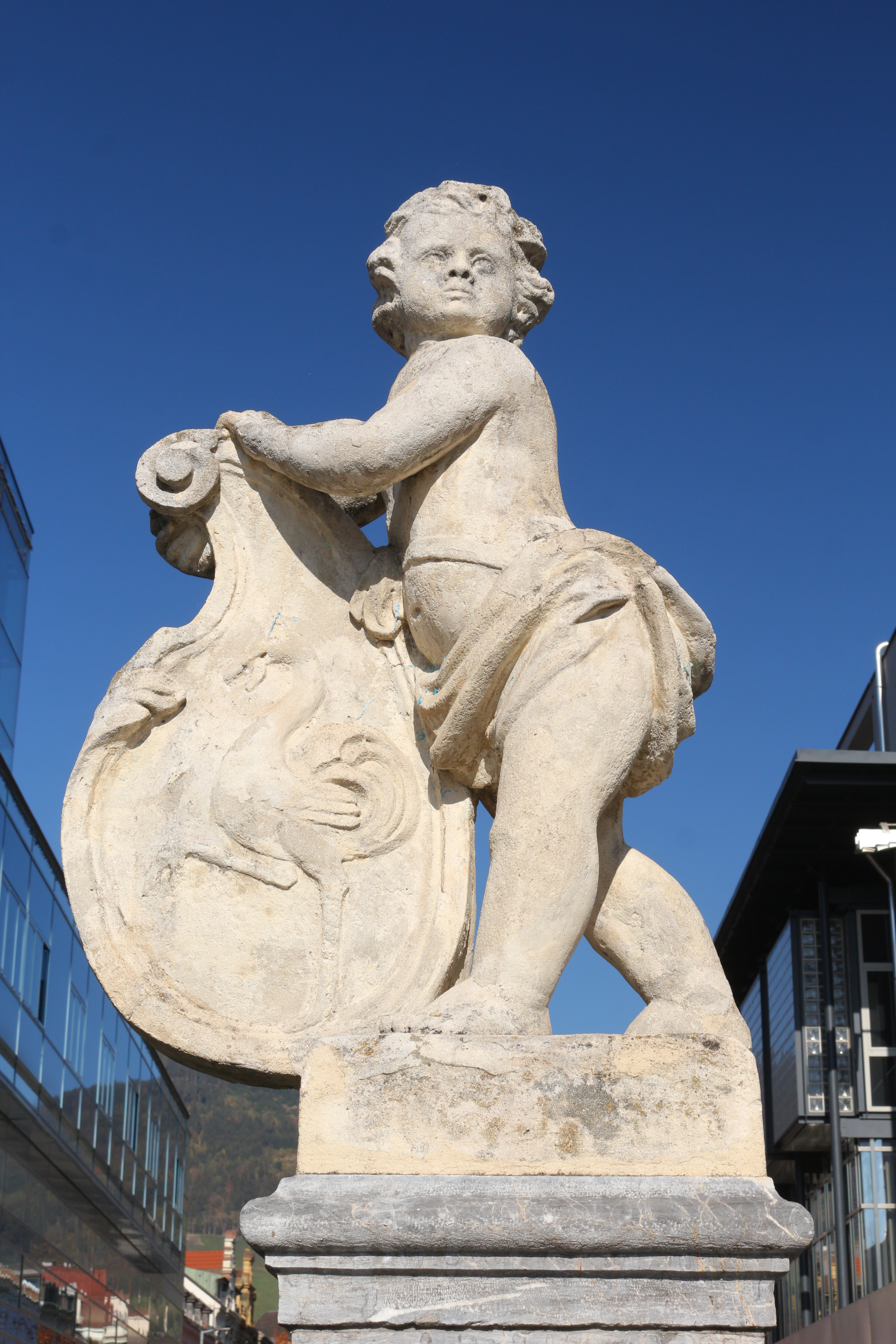
Engel mit Stadtwappen
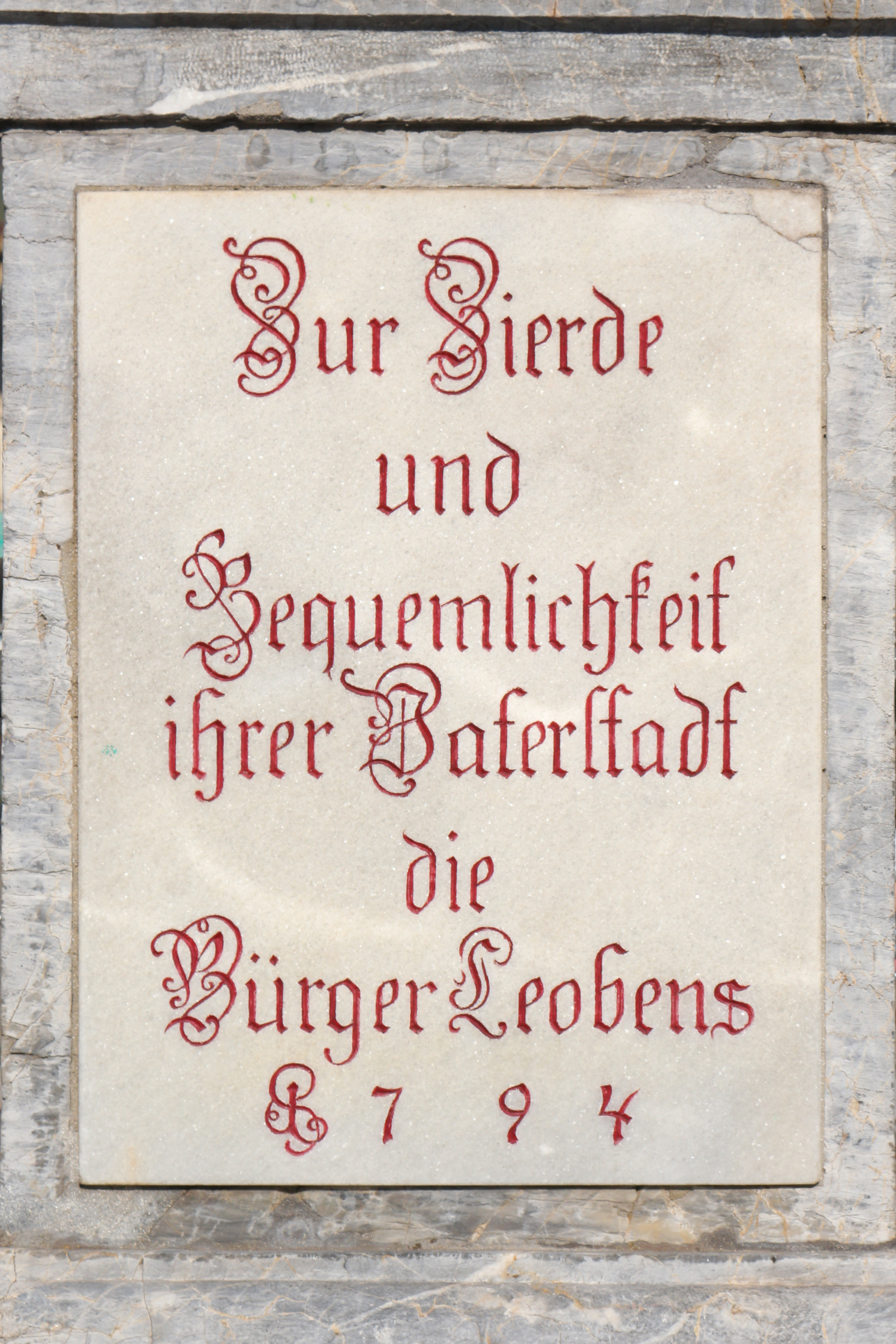
Inschrift

### Bodensonnenuhr
Südlich vom Engelsbrunnen befand sich von 1997 bis zum neuerlichen Umbau des Hauptplatzes 2024 eine Bodensonnenuhr, die den Betrachter selbst als Schattenwerfer nutzte. Die auf dem Porphyrstein vermerkten Tierkreiszeichen zeigten je nach Jahreszeit die Position an, auf die sich der Betrachter für das Ablesen der korrekten Uhrzeit stellen musste.

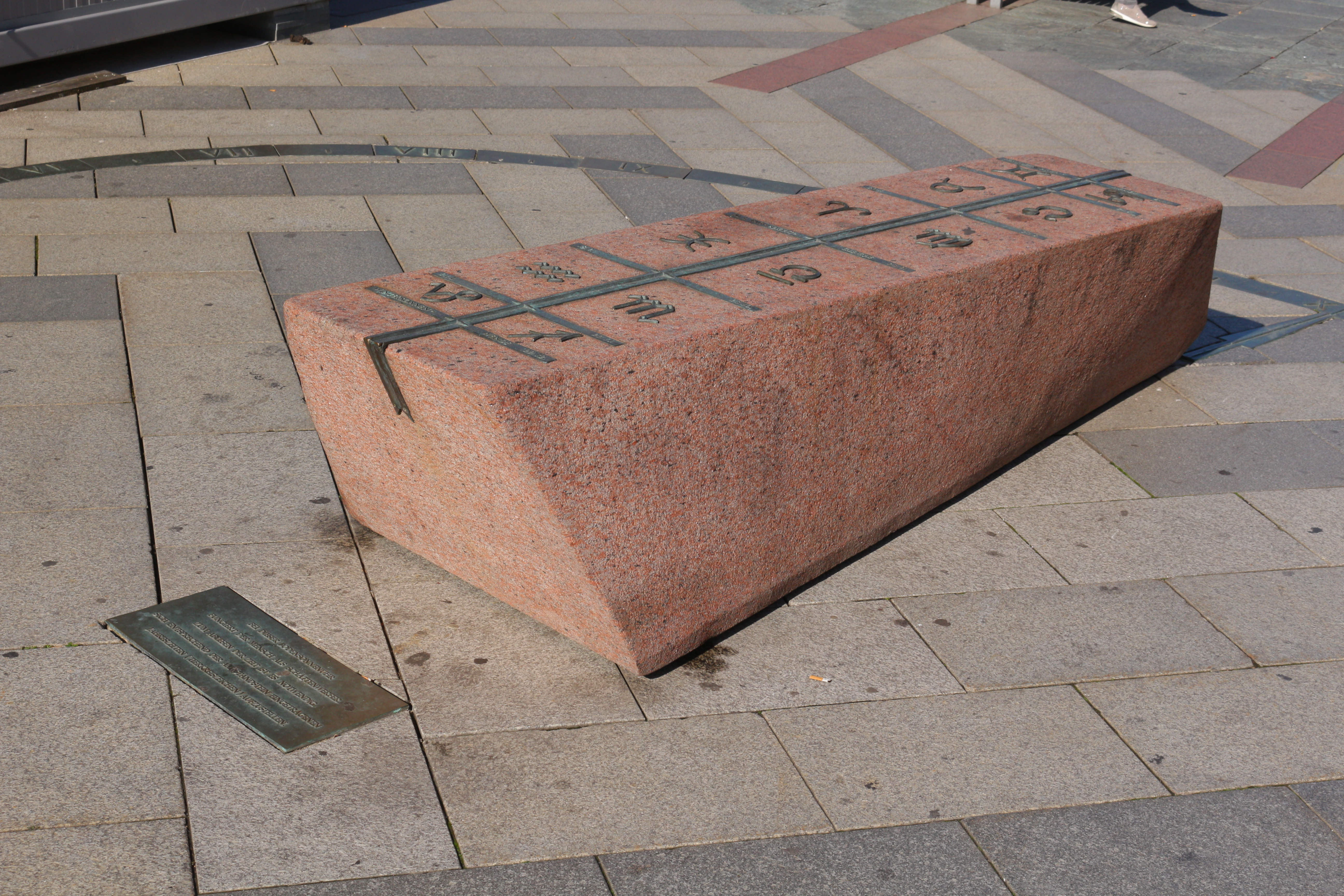
Bodensonnenuhr

### Dreifaltigkeitssäule/Pestsäule
Im Jahre 1717 wurde in der Mitte des Platzes anlässlich des Erlöschens der Pest die Dreifaltigkeitssäule, häufig auch Pestsäule genannt, errichtet. Die Skulpturen wurden von Johann Jakob Schoby angefertigt.

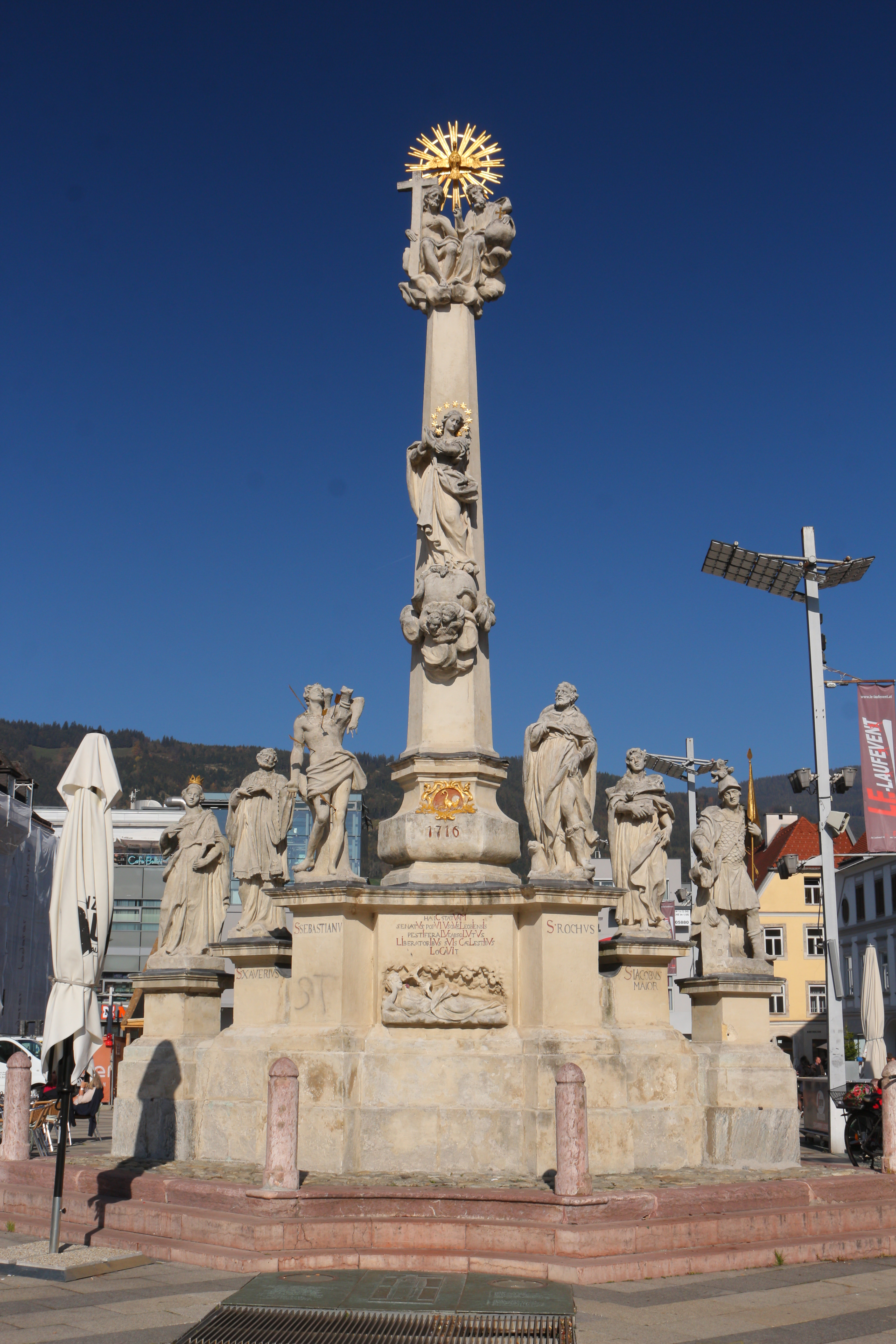
Dreifaltigkeitssäule
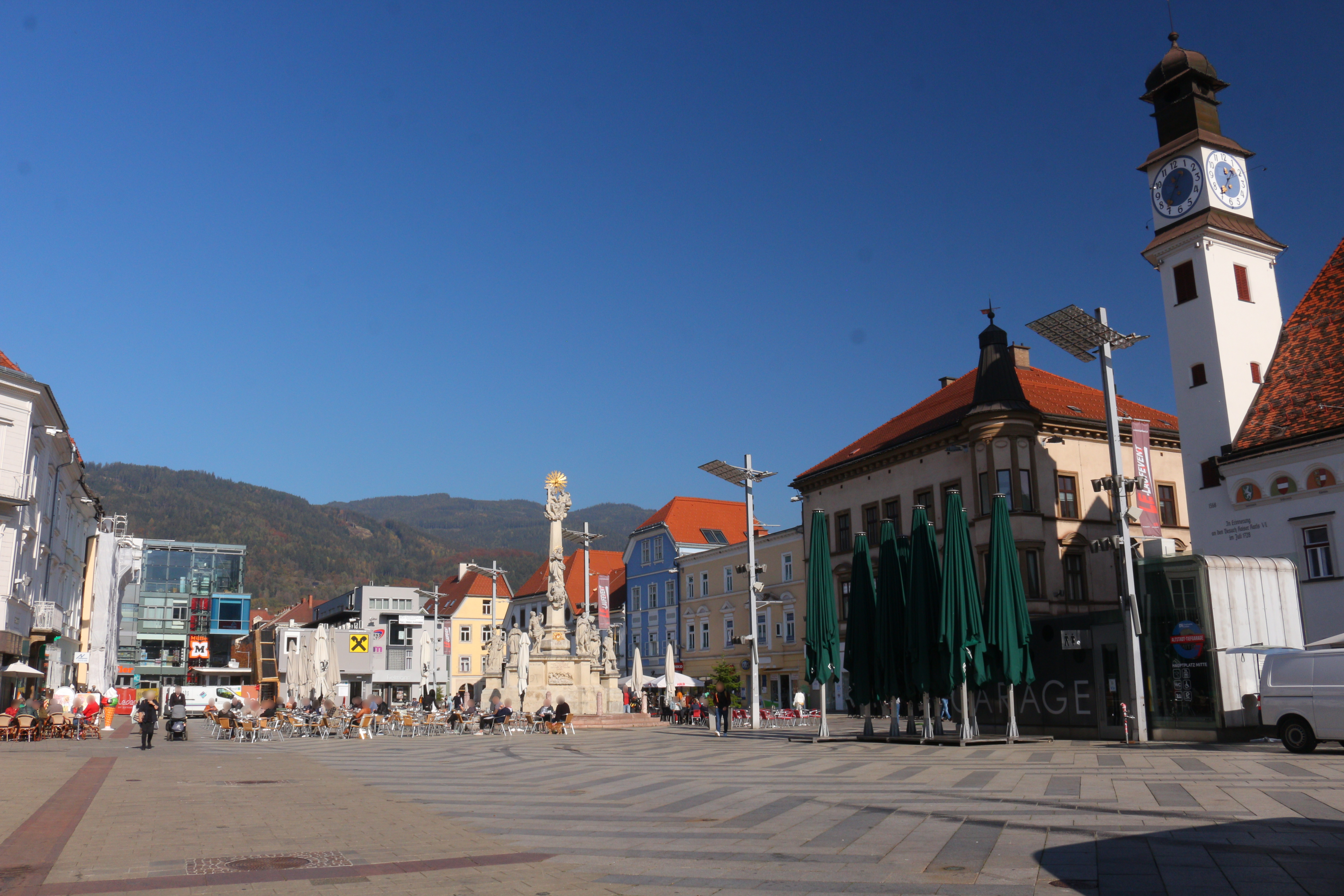
Mitte des Hauptplatzes mit Pestsäule und Altem Rathaus

### Altes Rathaus
An der Ostseite des Platzes, an der Ecke zur Josef Graf-Gasse, befindet sich das frühestens 1485 erwähnte Alte Rathaus mit Repräsentationsturm und anlässlich des Besuchs von Kaiser Karl VI. im Jahre 1728 geschaffenem Wappenfries.

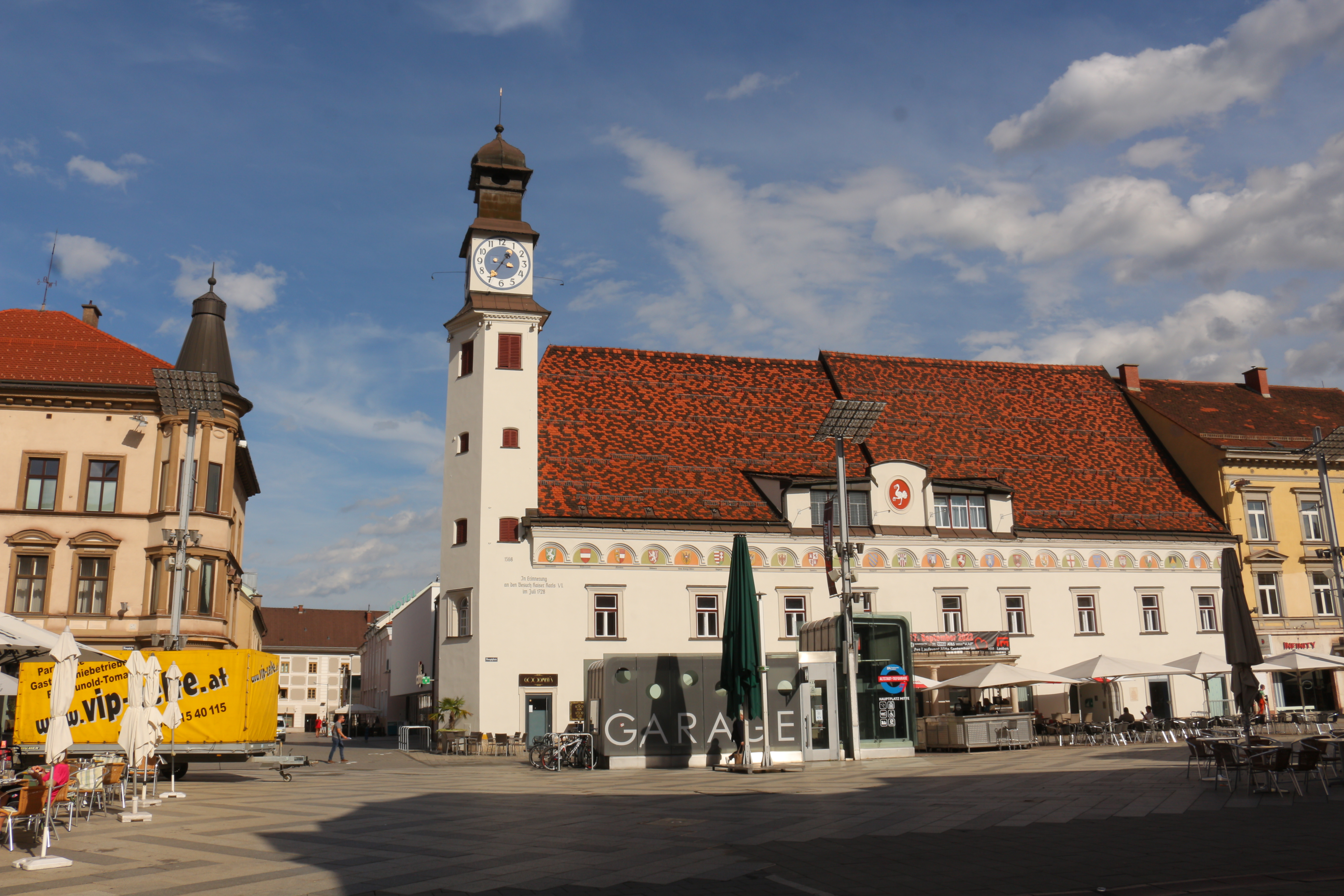
Altes Rathaus
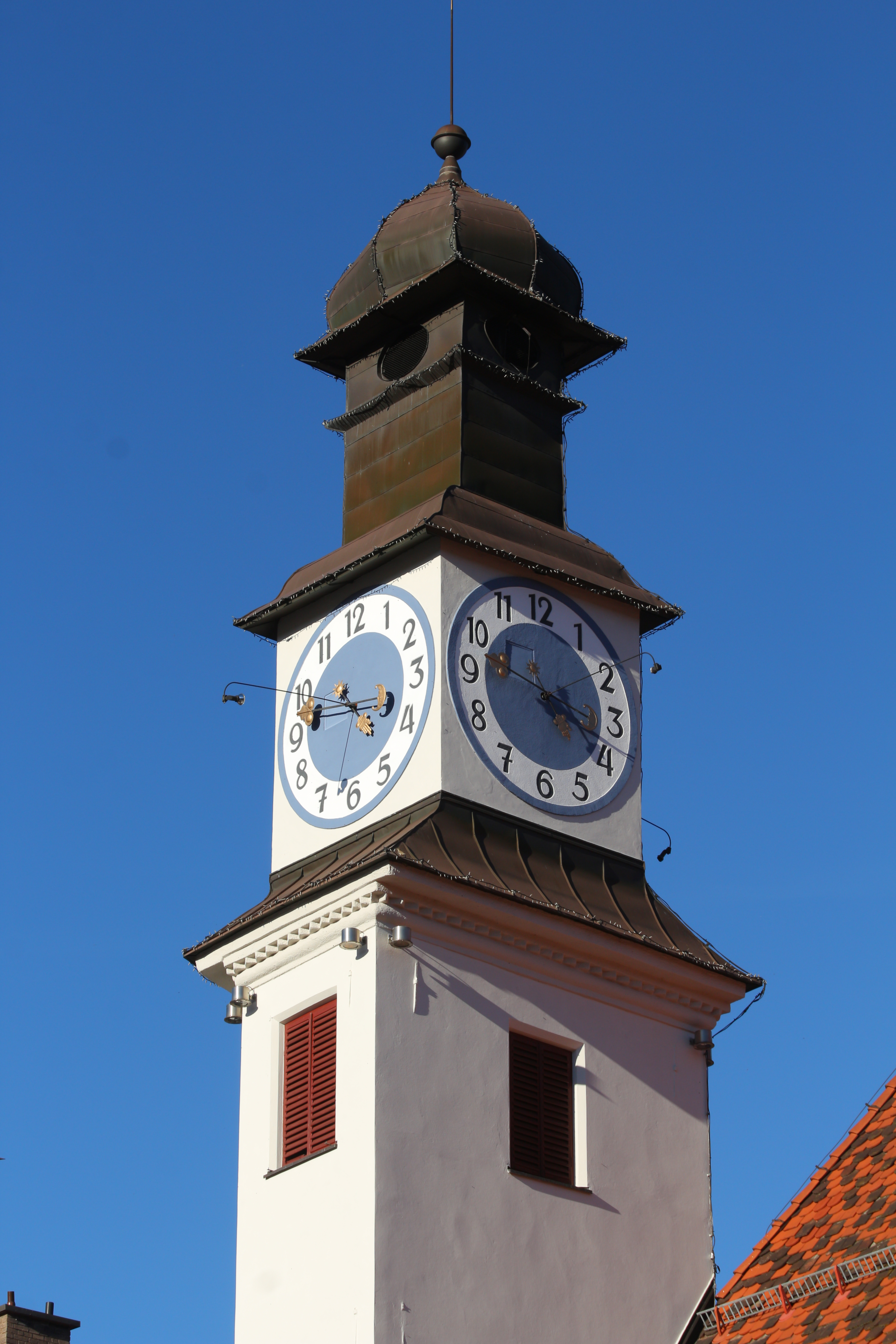
Detail Repräsentationsturm
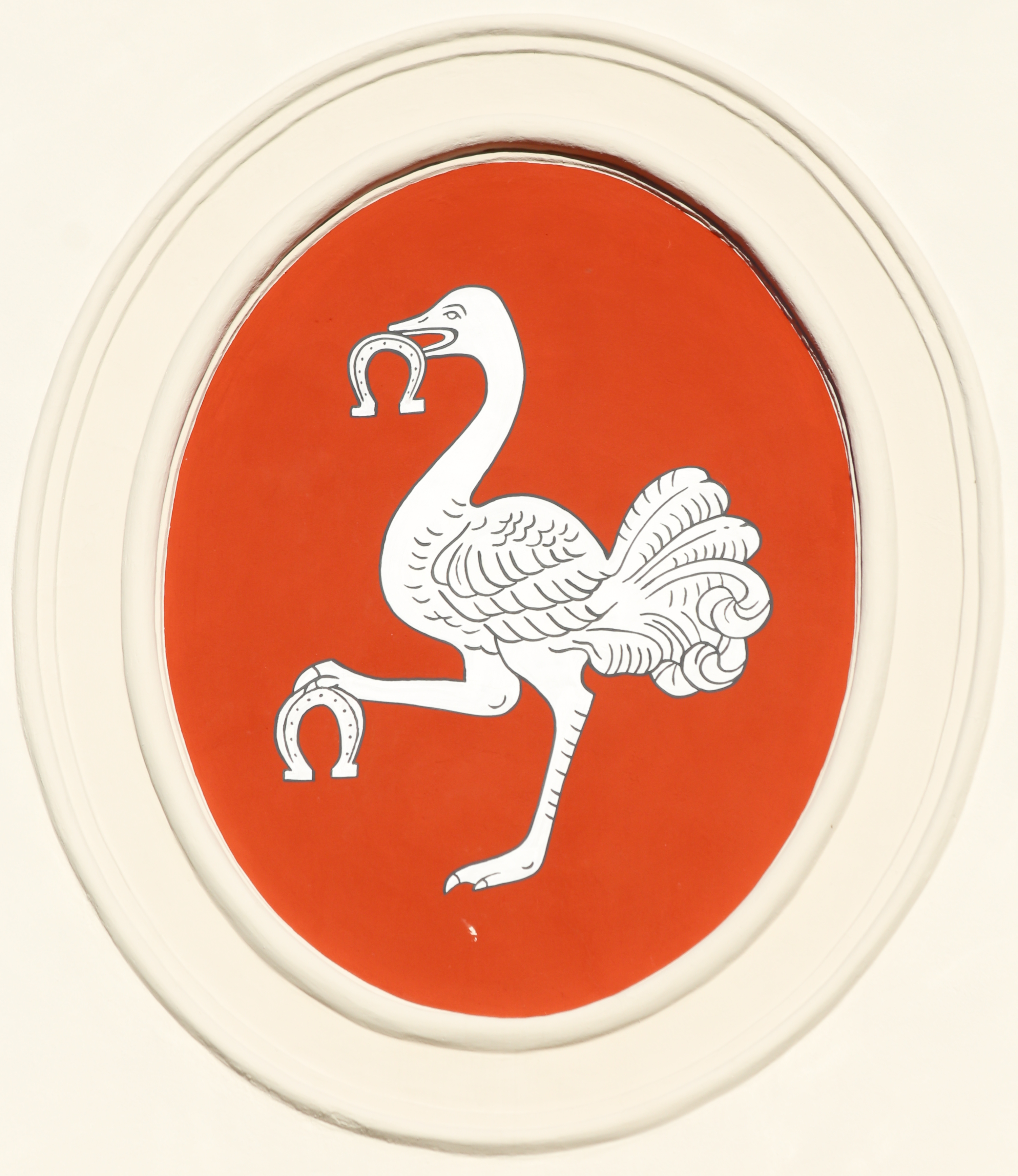
Leobner Wappentier an der Fassade

### Bergmannbrunnen
Am südlichen Ende des Platzes steht der auf das Jahr 1799 zurückgehende Bergmannsbrunnen. Ihn ziert ein namensgebender Bergmann in maximilianischer Tracht, der einen Wappenschild mit Doppeladler trägt. Wie auch am Engelsbrunnen befinden sich hier an der Ost- und Westseite der mittigen Brunnensäule Wasserauslässe.

An der Montanuniversität Leoben ist es langjähriger Brauch, zum Abschluss des Studiums die Bergmannsstatue zu küssen.

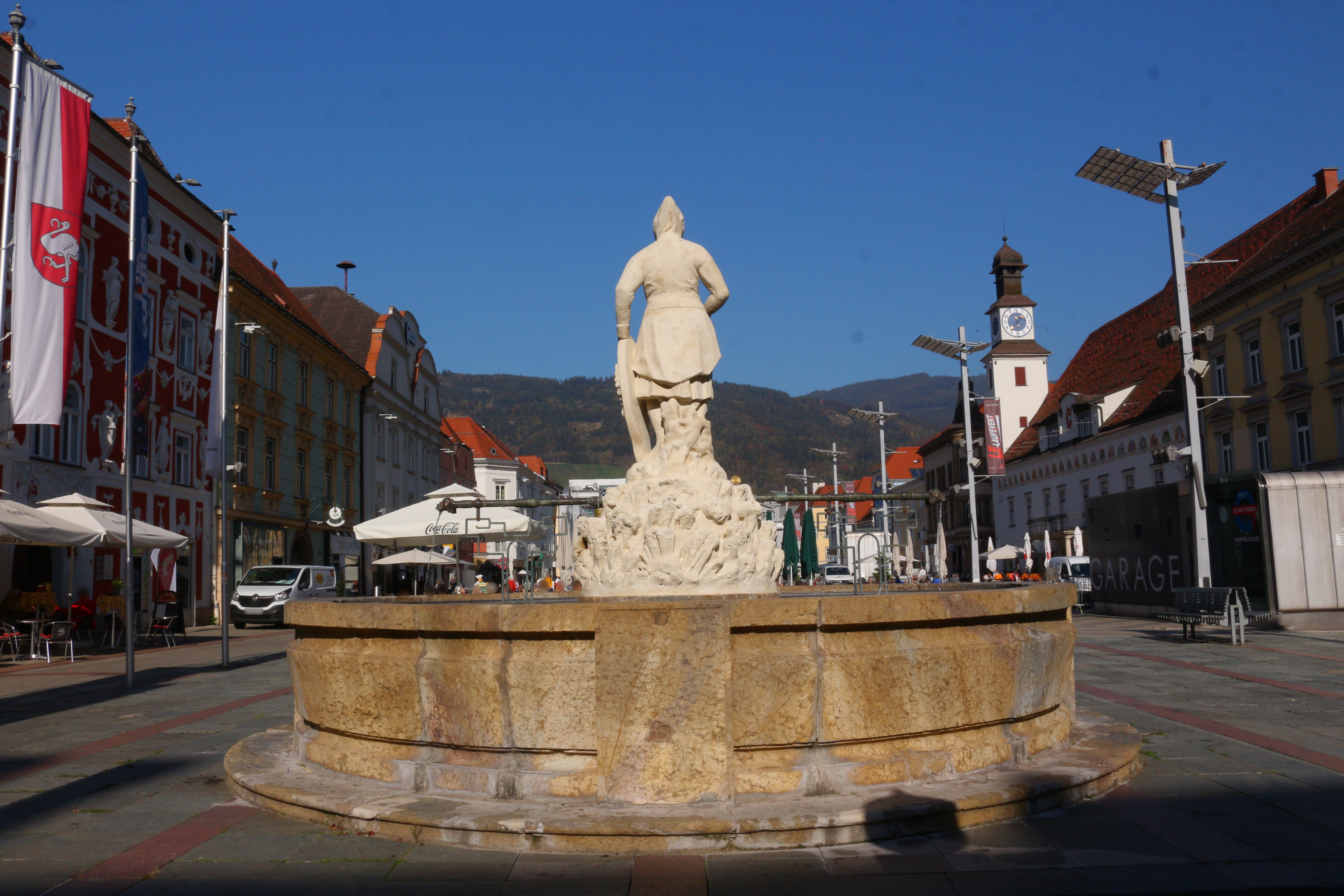
Bergmannbrunnen
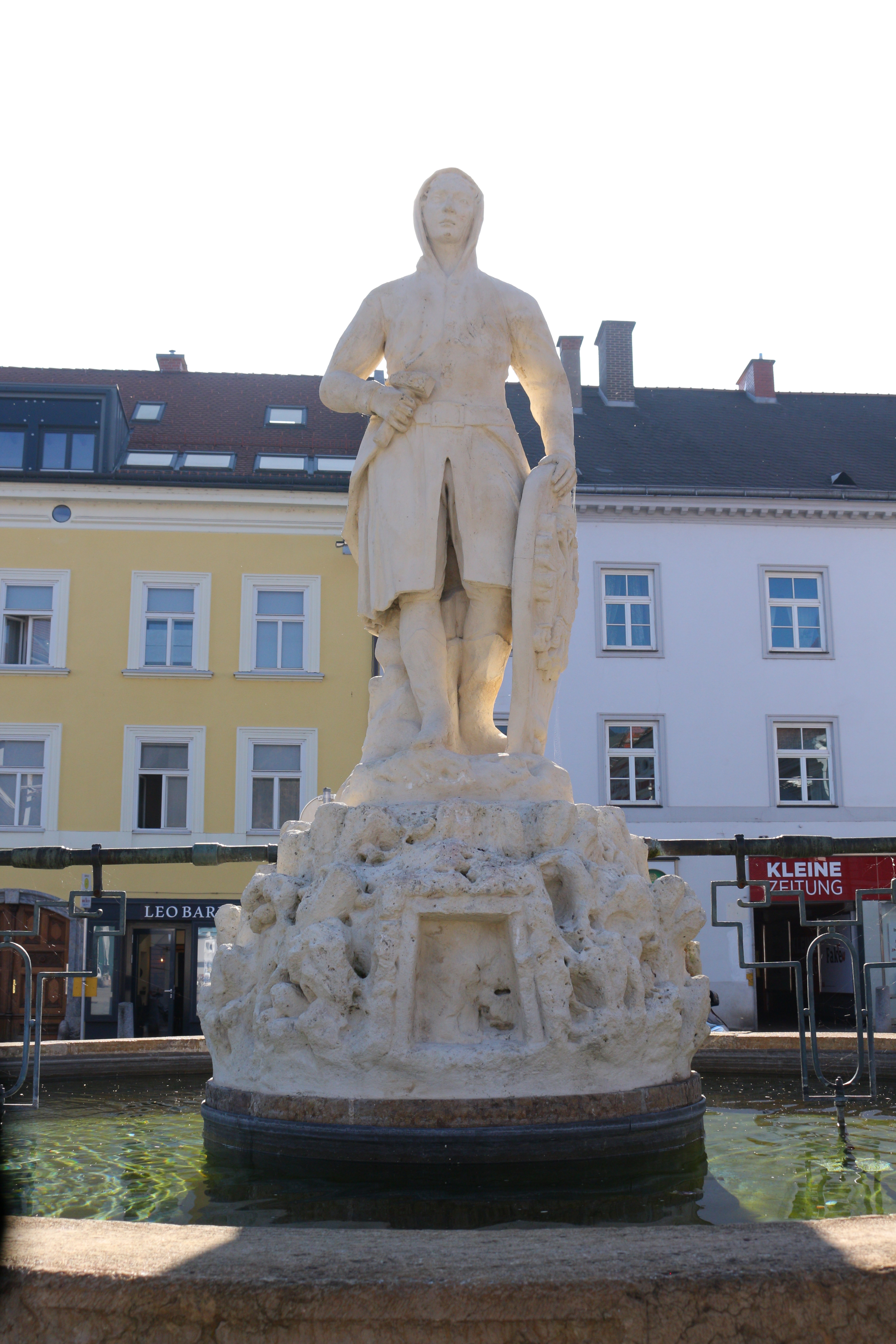
Bergmannstatue